# Sängereiche auf den Elbwiesen

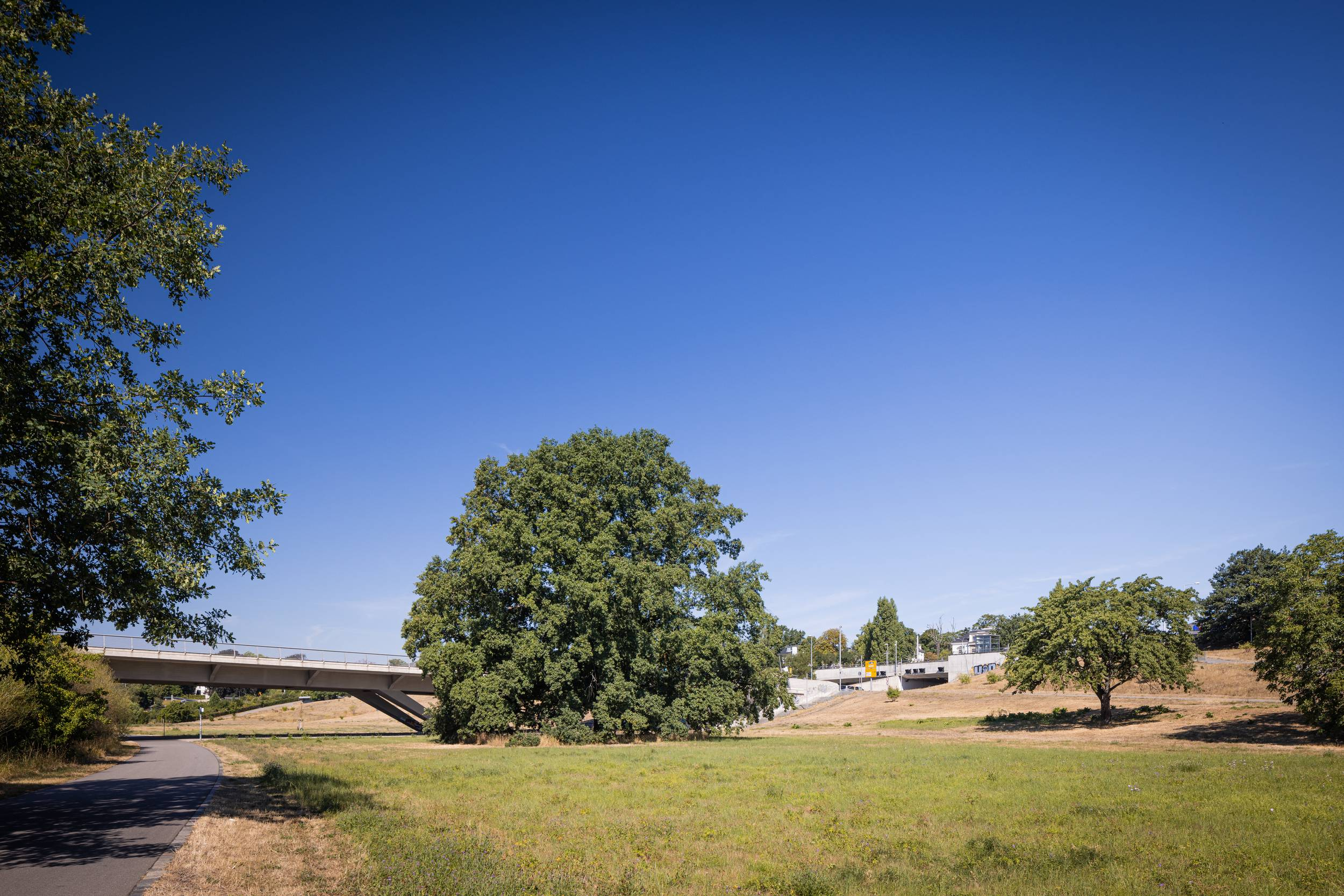
Sängereiche auf den Elbwiesen

Die Sängereiche auf den Elbwiesen in Dresden erinnert an das im Juli 1865 abgehaltene erste deutsche Sängerbundesfest des 1862 gegründeten Deutschen Sängerbunds. An seiner Stelle auf der „Waldschlößchenwiese“ am Neustädter Ufer der Elbe stand damals das große Festzelt.
Die Stiel-Eiche (Quercus robur) hatte 1994 eine Höhe von 26 Metern und eine Krone von 20 Metern bei einem Stammumfang von 3,80 Metern erreicht. Im Jahr 2018 betrug der Stammumfang 4,26 Meter.

## Lage

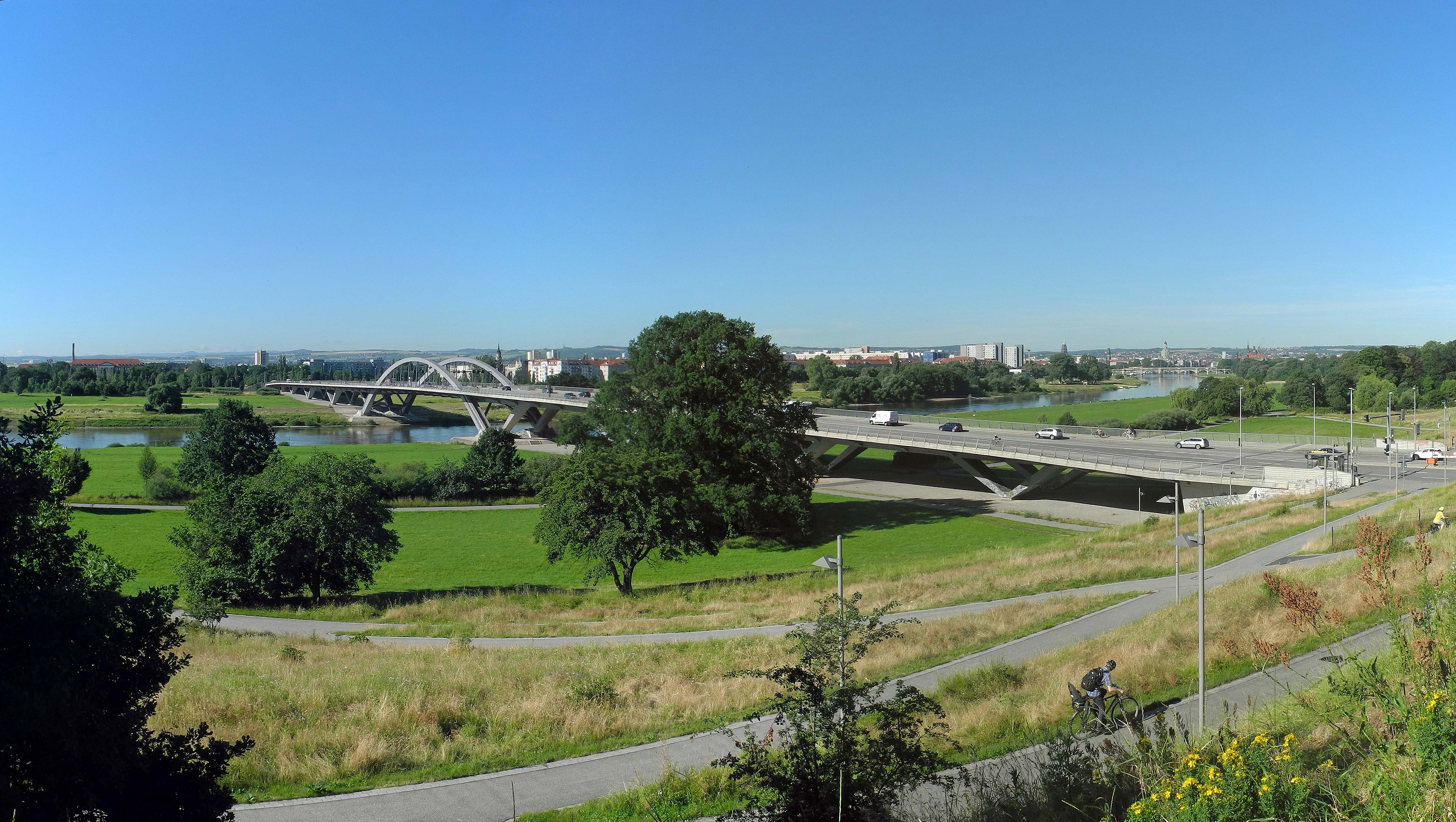
„Waldschlößchenblick“ vom Aussichtspavillon Bautzner Straße auf die Elbwiesen mit Sängereiche und Waldschlößchenbrücke

Der Baum steht auf den Elbwiesen an ihrer breitesten Stelle, die dort zur Radeberger Vorstadt im Stadtbezirk Neustadt gehören. Westlich von ihm quert in Nord-Süd-Richtung die 2013 eröffnete Waldschlößchenbrücke die Elbe; der Abstand zwischen Brückengeländer und Kronenrand beträgt etwa 25 Meter. Nördlich des Baums verläuft die Bautzner Straße (Bundesstraße 6) auf dem Hochufer, südlich der an dieser Stelle asphaltierte Körnerweg (Elberadweg).
Nördlich, jenseits der Bautzner Straße, steht die Waldschlößchen-Brauerei, nordöstlich und diesseits stehen der Aussichtspavillon Bautzner Straße sowie die zeitgenössische Villa Felsner.

## Geschichte
Auf dem 1861 ausgerichteten Sängerfest in Nürnberg beschlossen Teilnehmer die Gründung eines „großen deutschen Sängerbund[s], eine Vereinigung der sämmtlichen einzelnen Gau- und Kreisbünde“. Der Gründungsakt war am 21. September 1862 in Coburg mit gleichzeitiger Festlegung von „Dresden als den Festort für die erste gemeinschaftliche Sangesfeier“.

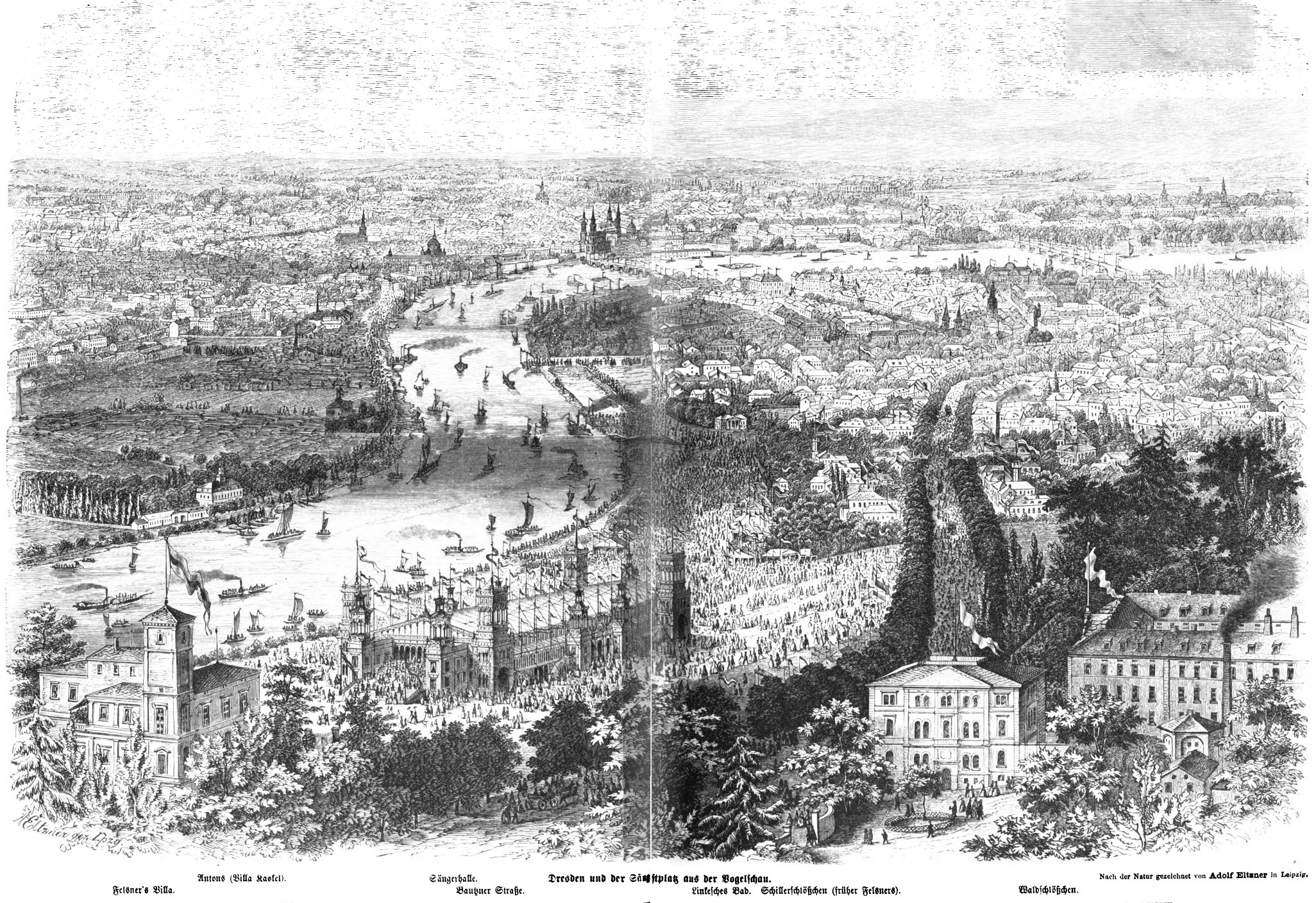
Künstlerische Darstellung Dresdens und des Festgeländes. Links unten im Vordergrund steht die Villa Felsner, dahinter die Sängerhalle.

Das Fest wurde an vier Tagen veranstaltet, von Sonnabend, den 22. Juli bis Dienstag, den 25. Juli 1865. Am dritten Tag sammelten sich die Teilnehmer zu einem großen Festzug, der um 14 Uhr am Victoria-Hotel am nördlichen Ausgang der Prager Straße in Richtung Altmarkt startete. Unter den geschätzten 19.000 Teilnehmern trugen die aus dem Leipziger Raum kommenden Sängerbünde zu Anger und Crottendorf in ihren Reihen in einem großen Kübel die junge Eiche. Über den Neumarkt, die Augustusbrücke, die Hauptstraße und die Bautzner Straße bewegte sich der Festzug in etwa viereinhalb Stunden zur Sängerhalle auf den Elbwiesen.
Der Baum ist, fast vier Monate später, im Rahmen einer festlichen Veranstaltung am Montag, den 13. November 1865 am Platz der zwischenzeitlich zurückgebauten Sängerhalle „als ein lebendiges Zeugniß und ein bleibendes Andenken an das erste deutsche Sängerbundesfest“ in die Erde gekommen. Dazu zog man mit 16 Fahnen und einem Musikchor an der Spitze dorthin und sang Conradin Kreutzers Das ist der Tag des Herrn. Ludwig Lindner, Mitglied des engeren Festausschusses, hielt eine Standrede und Heinrich Hartwig, Vorstand des Dresdner Allgemeinen Sängervereins und ebenfalls im Festausschuss, pflanzte die Eiche unter Beihilfe zweier Gärtner. Dem „Sinnbild deutscher Kraft, Ausdauer und Treue“ wünschte man Gottes Segen und sang abschließend Das deutsche Lied von Johann Wenzel Kalliwoda.
Nach der Fest-Schrift für das 1. Sächsische Sängerbundes-Fest in Dresden im Juni 1925 anlässlich des 60. Jubiläums (die Festlichkeiten zum 50. Jubiläum fielen infolge des Ersten Weltkriegs aus) war die im November 1865 gepflanzte Eiche der originale übergebene Baum und es war später wegen Vandalismus eine Nachpflanzung nötig. Nach Rainer Pfannkuchen, Naturschützer und vormaliger Leiter der Unteren Naturschutzbehörde der Stadt Dresden, ging die ursprüngliche Eiche vermutlich wegen Trockenheit ein und die im November 1865 gepflanzte Eiche war bereits die Ersatzpflanzung.